# Пољанице (Вареш)
Пољанице је насељено мјесто у општини Вареш, Босна и Херцеговина.

## Становништво
|             | 2013.      | 1991.       |
| Укупно      | 0 (0,000%) | 35 (100,0%) |
| Срби        | –          | 26 (74,29%) |
| Хрвати      | –          | 6 (17,14%)  |
| Југословени | –          | 3 (8,571%)  |